# Ti-Jean-Petro
Ti-Jean-Petro ist der kreolische Name eines zerstörerischen männlichen Loa (Geistwesen) im afrikanischen und haitianischen Voodoo.

## Namen
Die deutsche Übersetzung des Namens ist Kleiner Hans der schwarzen Magie. Derselbe Loa wird auch Petro-[g]e-rouge (schwarzer rotäugiger Zauber), Ti-Jean-pie[d]-fin (Kleiner Hans mit dem dünnen Fuß), Prince Zandor (Prinz Zandor) oder Ti-Jean-Zandor (kleiner Hans Zandor) genannt. Als Überbegriff ist Petro ferner die Gesamtheit aller zerstörerischer Loa.

## Bedeutung
Die Verehrung des Loa kann bis zum ursprünglichen Voodoo in Westafrika zurückverfolgt werden. Besessenheit durch ihn soll sich an leidenschaftlichem und gewalttätigem Verhalten zeigen. Er wird mit einem Geist, der durch das Gebüsch streicht, verglichen und als einbeinig dargestellt. Er soll der Geliebte des ebenfalls zerstörerischen, weiblichen Loa Marinette, des meistgefürchteten Geistwesens im Voodoo, sein. Ti-Jean-Petro soll Bocors, schwarzmagisch aktive Voodoopriester, beschützen und ihnen beistehen. Seine Symbolfarbe ist Gelb.

## Ti-Jean-Petro in der Literatur
Im Roman Wenn die Dunkelheit kommt, Originaltitel Darkfall, von Dean R. Koontz wird der Loa unter dem Namen Ti Jean Pie Fin als Helfer des Mörders und Schwarzmagiers Baba Lavelle erwähnt.